# Súsanna Tórgarð
Súsanna Tórgarð (født 12. marts 1959) er en færøsk skuespiller, teaterinstruktør, manuskriptforfatter, oversætter og lærer. Hun blev uddannet folkeskolelærer i 1986. I 1990 afsluttede hun en 2-årig skuespilleruddannelse fra Tidens Teater i Århus. Hun har også taget en 3-årig uddannelse som underviser i  alexanderteknik fra Alexanderskolen i København i perioden 2001 til 2004. Hun har arbejdet som professionel skuespiller siden 1990. Súsanna Tórgarð er datter af Axel Tórgarð og barnebarn af H.C.W. Tórgarð. Hendes søskende Ria Tórgarð og Hans Tórgarð er også skuespillere.

## Karriere

### Skuespiller i teater
- NordOst - Torsten Buchsteiner, Tjóðpallurin, 2008
- Náttarherbergið - Maxim Gorkij, Tjóðpallurin, 2007
- Café Grugg - Tjóðpallurin, 2007
- Limbo - Margareta Garpes, Tjóðpallurin, 2006
- Móðir sjeystjørna - William Heinesen/ Egi Dam, Gríma, 2000
- Várkabarett - Gríma, 1999
- Rumbul í Húsi - Gríma, 1998
- Dreymur Jóansøkunátt - William Shakespeare, Gríma, 1998
- Oliver Twist - Charles Dickens, Gríma, 1997
- Á Krabbasvalanum - Marianne Goldman, Gríma, 1997
- Húsið hjá Bernardu Alba - Lorca, Gríma, 1995
- Góða Jelena - Ludmila Razumoskaja, Gríma, 1994
- Royndin - Egi Dam, variatiónir yvir Nólsoyar Páll - Gríma, 1993
- Glataðu spælimennirnir - Eyðun Johannessen/J. Ljunggren, Gríma, 1993
- Ferðin til heimsins enda - Olga G. Árnadóttir Gríma, 1992
- Sjeynda boð: Stjal eitt sindur minni - Dario Fo, Gríma, 1991
- Kraddarin - Súsanna Tórgarð/Birita Mohr, Gríma, 1990

### Instruktør
- Myrkursins børn 2013[3]
- Føroyingasøga, 2012, framført av Riu Tórgarð, tónleikur: Edvard Nyholm Debess[4]
- Kraddarin 2010 - sett upp við næmingum á Fø. Pædagogskúla
- Ólavsøkukabarettin 2008 - Sjónleikarhúsið i Tórshavn
- Føroysk Mentannarkvøld i Sjónleikarhúsið i Tórshavn - 2006, 2007, 2008.
- Gátuføra Gívurin - Gríma 2001
- Hurlivasi á Meiarínum - Gríma 2000
- Vitavørðurin - Gríma 1999
- Grumma Grimhild - Gríma 1997
- Café Grugg - Gríma 1995
- Snati - Gríma 1996
- Hurlivasi í Lítluvík - Gríma 1992
- Øll í Verkfall - Sjónleikarafelagið á Oyrabakka 1991

### Manuskriptforfatter
- Kraddarin - sammen med Birita Mohr 1990
- Snati - sammen med Kristinu Hansen og Ria Tórgarð 1996
- Grumma Grimhild - sammen med Birita Mohr 1997
- Fótur í Hosu - sammen med Hans Tórgarð 1999
- Myrkursins børn, 2013

### Oversættelser
- "Konan sum skrivaði brøv" fra "Talking Heads" efter Alan Benett
- Sange til "Ronja Ránsmannsdóttir", sangleg efter Sebastian[5]

## Eksterne links
- Tjóðpallur Føroya
- Artiklen har ingen egenskaber for filmpersondatabaser i Wikidata